# Fountain of Youth
«Fountain of Youth» es el décimo sencillo del artista inglés de música electrónica Andy Bell. Es el segundo sencillo extraído de la banda sonora del musical Torsten the Bareback Saint.

## Lista de temas
1. Fountain of Youth (radio edit)

## I Don't Like/Fountain of Youth
I Don't Like/Fountain of Youth es un doble lado A del artista inglés de música electrónica Andy Bell, que incluye los dos primeros sencillos extraídos de la banda  sonora del musical Torsten the Bareback Saint, pero ahora en formato físico.

## Lista de temas
1. I Don't Like (radio edit)
2. Fountain of Youth (radio edit)